# Barwick (Norfolk)
Barwick lub Berwick-in-the-Brakes – civil parish w Anglii, w Norfolk, w dystrykcie King’s Lynn and West Norfolk. W 2001 civil parish liczyła 21 mieszkańców.